# Gjellerupia
Gjellerupia é um género botânico pertencente à família Opiliaceae.

## Espécies
- Gjellerupia papuana